# 王道書院
满洲国王道书院为满洲国设立的一所大学。

## 概况
1932年郑孝胥为普及满洲国建国的指导思想“王道精神”，且使“笃学之士”从事研究，于5月2日在新京日满军人会馆召集筹备会议，决定成立“王道书院维持会”。
其顾问、理事多为日本人。6月1日在东五马路郑孝胥会馆开讲。后来在道台府占了一套东西厢房，一间做教室，一间做教师办公室，第二期招生后扩充房间。原为晚间授课，成为“夜课”，1938年改为大学，1940年后正式招生。
王道书院为三年制，培养目标是中学教师和协和会职员。所开课程有四书、五经、汉书、史记、古文献、神学、日语、建国精神等。共招收学生4期，每期约60人。共有教员20人，其中日本人占多数。